# 药王升冲观
药王升冲观坐落在中国湖南省浏阳市，是一座道观。它是道教全真派龙门派在浏阳市的道场。也是旧浏阳八景之一。现存建筑是2001年重建的，建筑面积3600平方米，分作前、中、后三殿。

## 沿革
药王升冲观最早建立于唐朝，是一座道观，主要祭祀道教三清元始天尊、太上老君、灵宝天尊和药王孙思邈。
元朝至正二十六年（1366年），红巾军起义，道观遇到火灾损毁。
明朝洪武三年（1370年）、道士王坦然募集资金重建道观。宣德八年（1433年），改作全真派龙门派。天顺五年（1491年）、大学士撰写“升冲观”的匾额。天启五年（1625年）、道士彭思伟重修道观。
1958年，破四旧的时期，神像遭到砸毁，道士还俗。1960年，道观改作浏阳县手工艺联社。2001年，地方政府主导大规模重建，之后成浏阳市道教协会驻地。